# Estação Timiriasevskaia
Timiriasevskaia (em russo:  Тимирязевская) é uma das estações da linha Serpukhovsko-Timiriasevskaia (Linha 9) do Metro de Moscovo, na Rússia. Estação «Timiriasevskaia» está localizada entre as estações «Dmitrovskaia» e «Petrovsko-Rasumovskoie».